# Peter van Onna
Peter van Onna (Hengelo (Gelderland), 22 januari 1966) is een Nederlands componist.

## Opleiding
Van Onna studeerde compositie bij Theo Loevendie en Louis Andriessen en orkestratie bij Klaas de Vries aan het Koninklijk Conservatorium in Den Haag. Daarna studeerde hij orkestdirectie.

## Activiteiten
Van Onna was Composer in Residence bij Het Gelders Orkest tijdens het seizoen 2000-2001 en bij het Brabants Orkest in 2006-2007.

## Composities
In de jaren 1993 tot 2005 schreef Van Onna een cyclus van werken voor orkest waarbij hij zich liet inspireren door schilderijen van bekende kunstenaars (hij zegt zelf dat "de muziek een dialoog aanging met de schilderijen"). Het idee ontstond doordat Nederland een rijke traditie heeft in de schilderkunst. 
De composities in deze cyclus zijn:
- Rain, Steam and Speed voor orkest (William Turner)
- The Mondrian Equilibrium voor kamerorkest (Piet Mondriaan)
- Wheatfield with Lark voor piano en orkest (Vincent van Gogh) - geschreven voor het Nederlands Studenten Orkest, tournee 1998
- Dalian Images voor saxofoon en orkest (Salvador Dalí)
- Wartriptych voor orkest (Otto Dix)
- Approaching a City voor kamerorkest (Edward Hopper)
- The Gothic Arch voor strijkorkest (Giovanni Battista Piranesi) - uitgevoerd tijdens Prague Premieres 2006 en Berliner Festspiele 2006
- Bruegel vioolconcert voor viool en orkest (Pieter Brueghel)
- Monet Reflexions voor fluit en orkest (Claude Monet)

Na het afsluiten van deze cyclus schrijft hij in een stijl die hij zelf Imbroglio noemt (Italiaans voor bedrog). Ook Mozart gebruikte dit gegeven in de balzaalscène van Don Giovanni. Aanvankelijk sloeg Imbroglio alleen op polymetriek, maar Van Onna paste dit ook toe op andere compositorische elementen. Het drieluik met orkestwerken die in deze stijl zijn gecomponeerd zijn:
- Stellar Spheres
- Imbroglio
- Antarctica

Momenteel componeert hij een kamermuziekserie onder de titel 'Geographies'. Tot de werken in deze serie die voltooid zijn behoren:
- 'Geographies: Cairo Awakens' voor Altsaxofoon en Piano, Hobo en Piano
- 'Geographies: Kyoto Anmintaku' voor Altsaxofoon en Slagwerk, Cello en Piano, Altviool en Piano, Altfluit en Slagwerk
- 'Geographies: Tears of Sofia' voor Fluit en Slagwerk, Fluit en Piano
- 'Geographies: Shanghai by Night' voor Saxofoonkwartet, Harp, Strijkkwartet
- 'Geographies: Prague Jewish Quarter' voor Klarinet en Piano, Viool en Piano

## Uitvoeringen
Van Onna's stukken zijn gespeeld door onder andere het Nederlands Kamerkoor, Nederlands Ballet Orkest, Radio Kamerorkest o.l.v. Peter Eötvös, Radio Filharmonisch Orkest, Het Gelders Orkest, Noord Nederlands Orkest, Brabants Orkest, Nederlands Philharmonisch Orkest, Residentie Orkest, Nederlands Studenten Orkest, Nieuw Sinfonietta Amsterdam o.l.v. Roy Goodman, Philharmonisch Orkest van Pardubice (Tsjechië), Resonanz (Duitsland), Sleeswijk-Holstein Festival Orkest o.l.v. Christoph von Dohnányi (première Stellar Spheres tijdens Sleeswijk-Holstein Festival 2006), pianist Ananda Sukarlan. In 2008 ging zijn orkestwerk 'Imbroglio' in première bij het Tsjechisch Philharmonisch Orkest in Praag en was uitermate succesvol. In 2010 ging zijn orkestwerk 'Antarctica' in première bij het Nederlands Philharmonisch Orkest. Het werd hierbij twee keer uitgevoerd in het Concertgebouw Amsterdam.

## Prijzen en onderscheidingen
Van Onna kreeg de NOG Jonge Componistenprijs voor zijn compositie The Mondrian Equilibrium in 1998.